# VdB 26
vdB 26 est une petite nébuleuse par réflexion, visible dans la constellation du Taureau.
On peut l'identifier facilement en partant de l'étoile λ Tauri et en se déplaçant vers μ Tauri puis en identifiant la forme d'un petit parallélogramme composé d'étoiles de cinquième et sixième magnitude orientées dans une direction nord-sud, dont cette dernière étoile représente le sommet sud-est. L'étoile au sommet opposé, une étoile bleu-blanc de la séquence principale de magnitude 6,24, est l'étoile centrale de la nébuleuse et est cataloguée comme HD 26676. Le nuage reçoit le rayonnement de cette étoile, prenant ainsi une couleur bleuâtre.
Étant donné la distance de 502 années-lumière, l'étoile et la nébuleuse sont situées sur le bord extérieur de la bulle de d'Éridan. La limite la plus proche de la superbulle en direction du système solaire semblerait en fait se situer à environ 180 pc (∼587 al) du soleil. Selon certaines théories, la grande taille de la bulle, qui atteint les limites du nuage d'Orion, combinée à la présence de plasma chaud observé dans le secteur le plus externe de la bulle elle-même, serait un indice suggérant l'explosion d'une supernova qui s'est produite au cours du dernier million d'années dans une position intermédiaire entre le système solaire et la région d'Orion.